# Doug Nye
Doug Nye (ur. w październiku 1945 w Wielkiej Brytanii) – dziennikarz motoryzacyjny i publicysta.

## Życiorys
Doug Nye jest dziennikarzem, autorem książek i artykułów na temat sportów motorowych, m.in. Formuły 1. Jest doradcą organizacji Goodwood, w sportach motorowych pracował przez 40 lat.
Jest członkiem British Racing Drivers’ Club.

## Publikacje
Źródło: BOOKS.co.uk, Bookstores.com
- 1970: British Cars of the Sixties. Thomas Nelson. ISBN 0-17-148022-8.
- 1972: The Story of Lotus 1961-1971. Bentley Publishers. ISBN 0-8376-0051-0.
- 1973: International motor racing. Crowell. ISBN 0-690-00428-1.
- 1974: Great Racing Cars of the Donington Collection. Macmillan. ISBN 0-333-17813-0.
- 1975: The Grand Prix Tyrrells: The Jackie Stewart Cars 1970-1973. Macmillan. ISBN 0-333-17286-8.
- 1975: Motor Racing Mavericks. Batsford. ISBN 0-7134-2856-2.
- 1975: Racing car oddities. Arco. ISBN 0-668-03724-5.
- 1977: British Grand Prix, 1926-76. Batsford. ISBN 0-7134-3283-7.
- 1977: Great Racing Drivers. Hamlyn. ISBN 0-600-37569-2.
- 1978: United States Grand Prix. Hodder. ISBN 0-7134-1263-1.
- 1979: Dino: The Little Ferrari V6 & V8 Racing and Road Cars 1957- 1979. Osprey. ISBN 0-85045-330-5.
- 1980: The Colonel's Ferraris: Maranello Concessionaires' Racing Team. Ampersand Press. ISBN 0-906613-02-7.
- 1980: Powered by Jaguar: The Cooper, HWM, Tojeiro and Lister Sports-racing Cars. Motor Racing Publications. ISBN 0-900549-56-4.
- 1982: Racers: Inside Story of Williams Grand Prix Engineering. Littlehampton Book Services. ISBN 0-213-16815-4.
- 1983: Cooper Cars. Osprey. ISBN 0-85045-488-3.
- 1983: McLaren: Grand Prix, Can-Am and Indy Cars. Hazleton Publishing. ISBN 0-905138-28-7.
- 1989: Famous Racing Cars: Fifty of the Greatest, from Panhard to Williams-Honda. Patrick Stephens. ISBN 1-85260-036-5.
- 1987: Moss, Stirling; Nye, Doug. Stirling Moss: My Cars, My Career. Patrick Stephens. ISBN 0-85059-925-3.
- 1991: Classic Racing Cars: Postwar Front-engined Grand Prix Cars. Foulis. ISBN 0-85429-775-8.
- 1991: Jim Clark. Hazleton Publishing. ISBN 0-905138-77-5.
- 1992: Chaparral: Complete History of Jim Hill's Chaparral Race Cars 1961-1970. Motorbooks International. ISBN 0-87938-607-X.
- 1992: History of the Grand Prix Car, 1966-91. Hazleton Publishing. ISBN 0-905138-94-5.
- 1993: History of the Grand Prix Car, 1945-65. Hazleton Publishing. ISBN 1-874557-50-0.
- 1994: Classic Sports and Supercars. Regency House. ISBN 1-85361-410-6.
- 2003: BRM: The Saga of British Racing Motors: Front Engined Cars, 1945-60. Vol 1. Motor Racing Publications. ISBN 0-947981-37-3.
- 2003: BRM: The Saga of British Racing Motors: Rear-Engined Cars, 1960-79. Vol 2. Motor Racing Publications. ISBN 1-899870-00-8.
- 2008: BRM: The Saga of British Racing Motors: Monocoque Cars, 1964-68. Vol 3. Motor Racing Publications. ISBN 1-899870-64-4.
- 2004: The Jack Brabham Story. Pavilion Books. ISBN 1-86205-651-X.
- 2006: Ferrari: The Red Dream. Motorbooks International. ISBN 0-7603-2827-7.
- 2008: Goodwood Revival: The First Ten Years. Merrell Publishers. ISBN 1-85894-449-X.

## Życie prywatne
Mieszka w Farnham w South East England w Surrey.